# Bertrand Eveno
Pour les articles homonymes, voir Eveno.
Bertrand Eveno, né le 26 juillet 1944 à Égletons (Corrèze), est un haut fonctionnaire et dirigeant d'entreprise français, ancien président de l'Agence France-Presse de 2000 à 2005. 

Il est le frère de l'historien Patrick Eveno.

## Biographie
Ancien élève d'HEC, major de l’ENA (promotion « François-Rabelais », 1973) et inspecteur des finances, Bertrand Eveno, après un bref passage dans les cabinets ministériels, fait l'essentiel de sa carrière dans l'industrie privée et dans l'édition.
En 1976, il est l'auteur avec Simon Nora d'un rapport sur la politique du logement ancien. 
La même année, il est aussi l'un des rapporteurs de la commission, présidée par Olivier Guichard, sur la réforme des collectivitées locales (rapport « Vivre ensemble »).
Jusqu'en juillet 2000, il occupe différents postes de direction au sein du groupe CEP Communication (édition), ex-Groupe de la Cité : directeur général de Nathan, en 1986, P-DG de Dunod-Dalloz-Masson, jusqu'à P-DG de Havas Éducation et Référence (qui regroupe, notamment, Larousse, Nathan, Bordas, Le Robert), en 1996, avant que cet ensemble ne devienne Vivendi Universal Éducation France (VUEF), sous la présidence d'Agnès Touraine (par ailleurs directrice générale de la branche Vivendi Universal Publishing).

### L'Agence France-Presse
En juillet 2000, après son éviction du groupe Vivendi Universal, Bertrand Eveno est élu à la présidence de l'Agence France-Presse (AFP).
Il doit faire face au dégonflement de la bulle Internet et à des pertes très lourdes dans la filiale d'informations financières AFX. Il lance des restructurations jugées trop tardives, mais qui permettent cependant un retour rapide à l'équilibre d'exploitation pour l'AFP et son développement dans l'activité de vidéo. 
Le 17 novembre 2005, il annonce sa démission de l'AFP.

### Hachette Filipacchi Photo
En décembre de la même année, il rejoint une société directement concurrente de l'AFP dans le secteur de la photo, le groupe Hachette Filipacchi Médias (HFM) en qualité de directeur général de Hachette Filipacchi Photo, regroupant les agences Gamma, Rapho, Hoa-Qui et Keystone.
Cette opération a soulevé des problèmes d'éthique et de concurrence, mis en lumière par les syndicats de l'AFP, ce d'autant plus qu'elle est intervenue quelques mois à peine après l’arrivée à la tête du service Photo de l’AFP d’une ancienne collaboratrice de HFM. Hachette Filipacchi Photos est racheté en décembre 2006 par le fonds d'investissement Green Recovery, associé à François Lochon dans le dossier de rachat des agences photo.

### Une passion pour la photo
Bertrand Eveno a présidé de 1981 à 1993 la Fondation nationale de la photographie, dissoute la même année, et, de 1985 à 2001, l'association Gens d'images, qui décerne chaque année le prix Niépce et le prix Nadar, dont il est président d'honneur.
Il a publié en 1983 aux éditions Belfond une monographie sur Willy Ronis et une série d'entretiens avec Marc Riboud,.

### Autres
En 2009, il est élu président de la société littéraire des Amis d'Émile Zola, prenant la succession de l'universitaire Henri Mitterand. 
La même année, il est nommé président de la commission des salles de cinéma d'art et essai, du Centre national de la cinématographie (CNC).
Il est membre du club Le Siècle.